# Friedrichsthal (Sonneberg)
Friedrichstal ist ein Ortsteil der Stadt Sonneberg im Landkreis Sonneberg in Thüringen.

## Lage
Das Dorf Friedrichsthal liegt im oberen Ölsetal an der Südabdachung des Thüringer Schiefergebirges. Die Hochlagen sind von Bergwiesen und Wald  sowie Fließgewässern gekennzeichnet. Verkehrsmäßig besteht Verbindung mit der Landesstraße 1150 und der Landesstraße 2658. Unten im Tal gen Süden befindet sich die Grenze zu Bayern. Weiter östlich hinter Spechtsbrunn liegt Tettau.

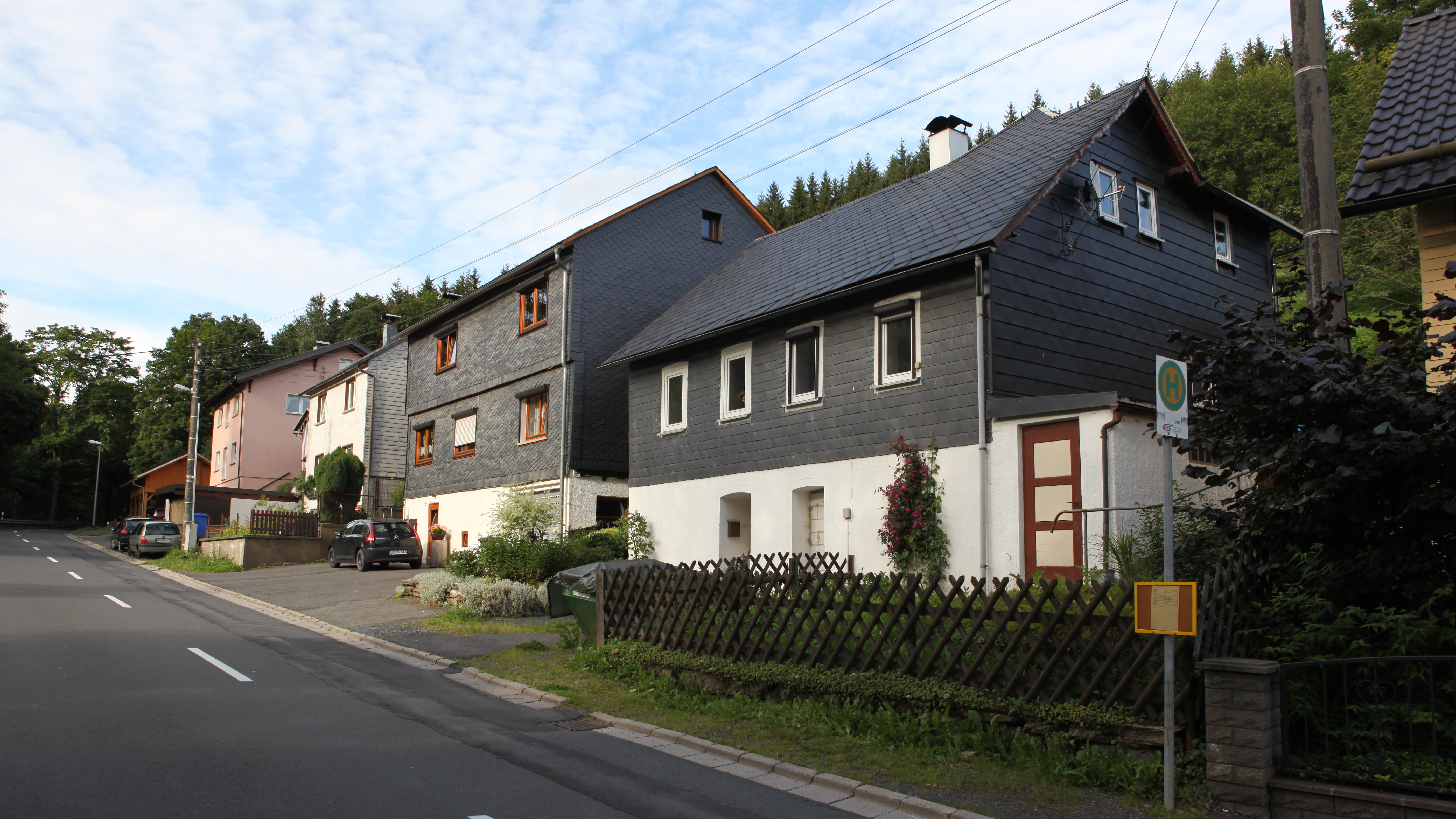
Friedrichsthal

## Geschichte
Am 8. Dezember 1660 wurde das Bergdorf erstmals urkundlich genannt. Der Ortsname Friedrichsthal entstand zu Ehren des Herzogs Friedrich Wilhelm von Sachsen-Altenburg. Die Erbauer des Eisenhammerwerkes erhielten 1661 die Konzession, das Hammerwerk zu errichten.
Die Familie Baumann, Nachkommen von Gabriel Baumann, hatte den Hammer lange Zeit in ihrem Besitz. Für die Arbeiter entstanden Häuserzeilen und anderes mehr. 1808 ließ Gottlieb Mylius, dessen Vater mit der Baumannschen Tochter Juliane Friederike verheiratet war, Kupfermünzen zu 2 und 24 Kreuzer prägen, die als vollwertiges Geld bis zur Einführung der Reichswährung (1873) in vielen Orten der Umgebung kursierten. 1837 ging das Hammerwerk ein. Der in Friedrichsthal geborene Enkelsohn, Heinrich Mylius, machte sich einen Namen als bürgerlicher Demokrat, Mundartdichter und Erfinder des Tretkurbelfahrrades.
Auf beiden Seiten der Ölse und am Fuße des Hammer- und Zinnberges entstanden Häuserzeilen, sie wurden als „Oberfriedrichsthal“ und „Gräfenthaler Friedrichsthal“ bezeichnet, als Grenzmarkierung diente die Ölse. Oberfriedrichsthal gehörte zum Verwaltungsamt Sonneberg, der andere nach Gräfenthal. Später teilte der Fluss die Landkreise Sonneberg und Saalfeld.
Im Jahr 1901 schlossen sich Friedrichsthal, Eschenthal und Georgshütte zur Gemeinde Eschenthal zusammen. 1994 folgte die Eingliederung in die Gemeinde Engnitzthal, 1997 in die Gemeinde Oberland am Rennsteig und 2014 schließlich in die Stadt Sonneberg. Die Schneidemühle Friedrichsthal wurde bis zur Einführung der Sperrzone durch die Behörden der DDR betrieben. Auf dem Gelände entstand zu Beginn des 21. Jahrhunderts ein Zuchtbetrieb für Hochlandrinder.